# ロー・ホイッスル
ロー・ホイッスル(英: Low Whistle)またはコンサート・ホイッスル(英: Concert whistle)は、ティン・ホイッスル/ペニー・ホイッスルの変化形であり、低い音高と物理的な大きさで定義される。リバーダンスやデイヴィ・スピラーンといった現代アイルランド音楽の演奏に密接に結びつけられており、アイルランド民俗音楽の特徴としてもどんどん受け入れられている。どちらの音楽においてもロー・ホイッスルは、その忘れがたい音色のためにエアやゆっくりしたメロディーの演奏に使われる。しかしながら、アイリッシュのジグ、リールやホーンパイプの演奏にもより頻繁に使われるようになってきており、その指孔の大きさのためにホイッスルの装飾品を製作することも容易になってきている。
最も普及しているロー・ホイッスルは"Low D"であり、これは伝統的なD管ホイッスルの1オクターヴ下に調律されたものである。ホイッスルは最低音がミドルCより高いGかそれより低ければ一般に「ロー」ホイッスルに概して分類される。区別が必要な時、ロー・ホイッスルより高い音域のホイッスルは"ソプラノ"や"ハイ"と呼ばれる。ロー・ホイッスルは伝統的なペニー・ホイッスルとじ原理で鳴り、運指法も同じであるため、ペニー・ホイッスルと同じく端が膨らんだフィップルの縦笛の木管楽器の一員でもある。
この楽器の音色は製作家によって微妙に異なっては来るものの、一般にロー・ホイッスルは伝統的なティン・ホイッスルよりも息漏れが多く、フルートに近い音色に特徴づけられる。

## 初期の歴史
ロー・ホイッスルの正確な歴史はよく議論の対象になるが、その一方でフィップルの縦笛の仲間は古来より様々な種類が存在していたことが知られている。16世紀に発達したフィップルの笛は今日のロー・ホイッスルの先祖であり、伝統的な6つの穴を持ち円錐型の穴の開いた形状開いた初期の横笛のスタイルを受け継いでいる。それらは元々は木製だったが、17世紀後半には真鍮やニッケルといった金属の使用が広く見られるようになった。金属は普通丸めてはんだ付けされた、そして更なる発展は調律用のスライド機構への使用も含んだ。それらの金属製の縦笛はアイルランド、イギリス、カナダ、アメリカを通じて発見されている。

## 現代のロー・ホイッスル
イギリスのフルート製作家でジャズミュージシャンであるバーナード・オーヴァートン（Bernard Overton）は初めての現代のロー・ホイッスルを製作したと認められている。彼は1971年後半に、愛用していたインドの竹の横笛をツアーで壊したフィンバー・ヒューレイ（Finbar Furey）のために製作した。その竹笛が修復できなかったため、オーヴァートンは 金属製の複製を製作しようと試みた。そしてフィンバーと共にラグビーの町のあるバーナードの家の裏庭の納屋で多くの時間を費やして設計し、テストして、ついにその笛を完成させた。最初の数本はヒューレイ/オーヴァートン・フルートと名付けられたが、バーナードがミュージシャンを辞めて専業の楽器製作家になることを決意した時、「オーヴァートン・フルート」として売り出すことに決めた。最初の成果物の楽器である特大ティン・ホイッスルは本来銅製の筒と木製のプラグで作られていたが、すぐにアルミニウム製のものに取って代わられた. オーヴァートンがその演奏に満足できないでいる間に、彼は続いてそのデザインを全てアルミニウムの構造に洗練し、A管でホイッスルを製作した。 好印象を持ったフィンバーは、彼のトレードマークである曲『ロンサム・ボートマン』（Lonesome Boatman）の演奏のためにG管を要求した。後にオーヴァートンによると,
 "彼はコンサートフルートと同じ調律のローDのホイッスルを求めた。それを私は"D管のテナー・フラジョレット"と呼んだ, しかしほとんどのミュージシャンは"ロー・D"（低いD管）と呼ぶようになった。彼はこれをツアーに持参しあちこちで用いた。私はすぐにアイルランド、スコットランド、ヨーロッパ、そしてアメリカからその楽器についての質問の電話を受けるようになった、それで私は注文を受けて制作を始めることにした"
何人かの著名な楽器製作家 が長い時間をかけてロー・ホイッスルを製作する間に、ロー・ホイッスルは1990年代のリバーダンスのツアーで使われて商業的な露出と伝統音楽の世界の外での認知を得た。 特筆すべきはデイヴィ・スピラーンであり、例えばモダン・ジャズやR&Bにロー・ホイッスルを取り入れるといった伝統楽器の音を融合させる手法は、楽器の知名度向上に大きく寄与している。

### アイルランド伝統音楽
普通のペニー・ホイッスルと違って、アイルランド音楽でのロー・ホイッスルは新参者の１つであり、ロー・ホイッスルが満たそうという試みている音楽的な役割は既にティン・ホイッスルとアイリッシュ・フルートによって果たされているという批判もある。。あるいは、一見したところもっと一級の(そして高価な)フルートやイリアン・パイプスを学ぶことを探す演奏家には結局のところ"過渡期の楽器"と見られている。ロー・ホイッスルを身につけるたくさんのスキルはそれらの楽器に引き継がれることは事実ではあるが、一方で、"伝統音楽の偉大な演奏家の何人かはロー・ホイッスルと密接に結びつけられている"のであり、独特で呼び起こすような音色から来る高く万能で重宝される楽器としての本来の評価を高めることに寄与した。フラットバックの（楽器背面が平面になっている）アイリッシュブズーキのように, ロー・ホイッスルは伝統音楽において楽器編成の組み合わせが陳腐化した時の産物と見ることができる、そして音楽家は表現力の多様で革新的な意味を探した。

## ノート
1. ↑  ブライアン・ハワード（Brian Howard）、フィル・ハーディ（Phil Hardy）、コリン・ゴールディ（Colin Goldie）、デイヴ・ショー（Dave Shaw） (彼は丸い円錐型のデザインを追求した)、ジョン・スウェイン（Jon Swayne） (木製のチューニング可能なタイプを製作した)といった人々を含む。